# Smyriodes galearia
Smyriodes galearia là một loài bướm đêm trong họ Geometridae.